# Kraniometria

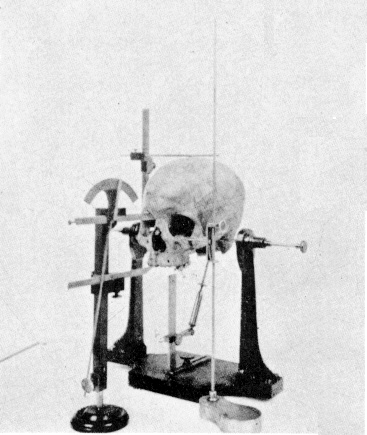
Ludzka czaszka i urządzenie do wykonywania pomiarów kraniometrycznych

Boczny widok na powierzchnię czaszki. Zaznaczono główne punkty kraniometryczne

Kraniometria (gr. kranion ‘czaszka’) – w antropologii fizycznej technika pomiaru czaszki, mająca zastosowanie w antropometrii, również w ortodoncji.
W badaniach kraniometrycznych wykonuje się pomiary określonych odcinków między zdefiniowanymi punktami, pomiary kątów i łuków czaszki w celu określenia przeciętnych charakterystycznych wymiarów (wyrażonych w wartościach bezwzględnych), służących np. do obliczania tzw. wskaźników antropologicznych.
Dawniej większość badań koncentrowała się na określeniu średniej pojemności puszki mózgowej, szerokości twarzoczaszki (oraz całej czaszki), wysokości, długości oraz obwodu.
Podczas II wojny światowej metoda ta była stosowana przez pseudonaukowców nazistowskich do tzw. selekcji rasowej lub badań, w celu zaszeregowania do jednego z kilkunastu typów rasowych.